# Boletus
Boletus es un género de hongos, que incluye aproximadamente 300 especies. Este género fue definido y descrito originalmente por Elias Magnus Fries en 1821, agrupando a todos los hongos que presentan himenio con poros. Posteriormente fueron definiéndose otros géneros cuyas especies incluían esta característica, como Tylopilus, descrito por Petter Adolf Karsten en 1881. Asimismo, se readoptaron o redefinieron géneros ya en desuso, como Leccinum.
Algunas de las especies que antiguamente se clasificaban en este taxón han sido posteriormente ubicadas en otros géneros, como ocurre con las especies Leccinum scabrum, Tylopilus felleus, Chalciporus piperatus o Suillus luteus. 
El nombre del género deriva del latín bōlētus, "seta", y del griego antiguo βωλιτης, que proviene a su vez de bōlos/βωλος, "bulto" o "montón". Galeno de Pérgamo (130-200) mencionaba en sus escritos a los βωλιτης, aunque se piensa que hacía referencia a la apreciada Amanita caesarea, que no está relacionada con el género Boletus.

## Comestibilidad

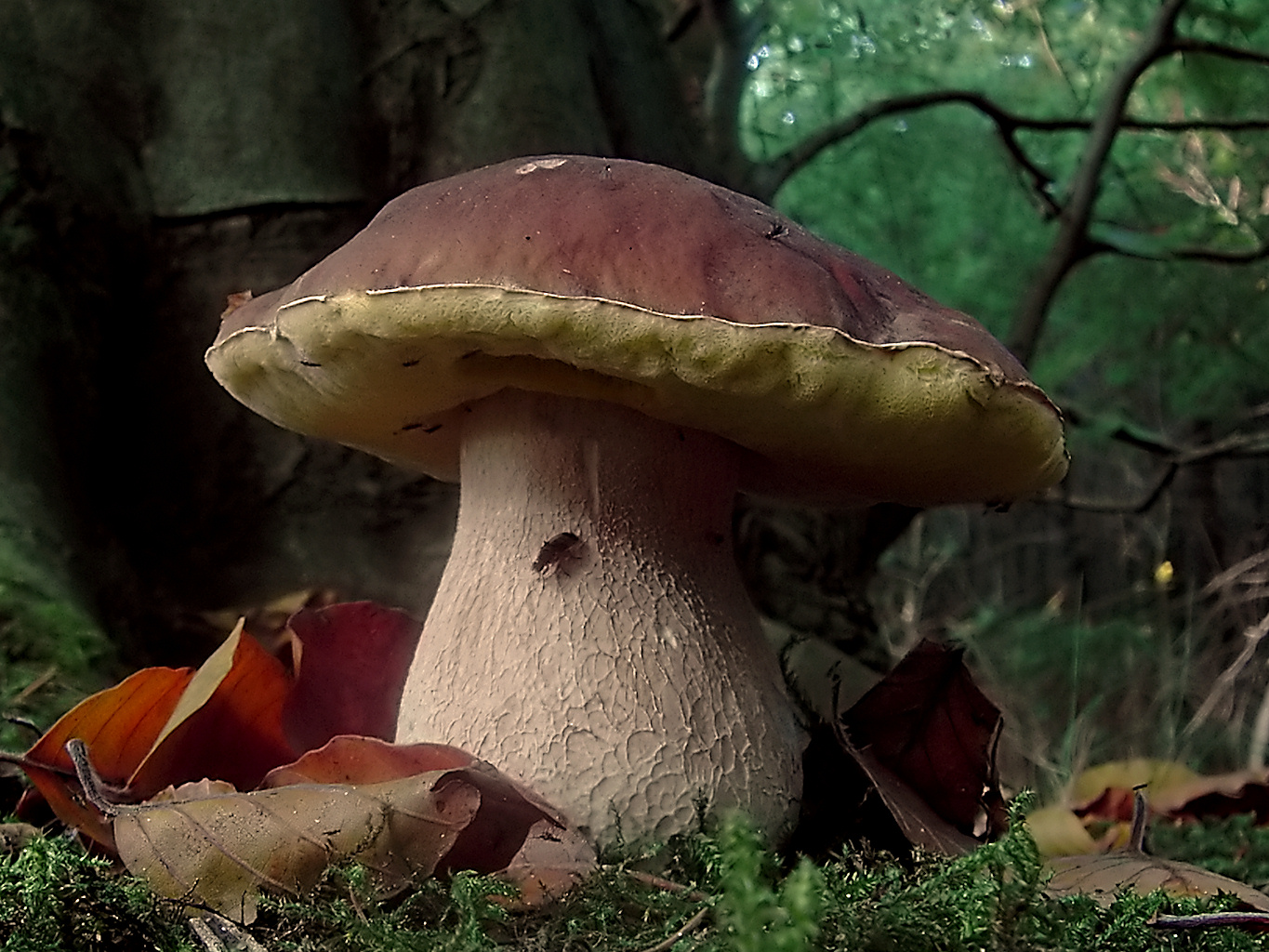
Boletus edulis

Muchas especies del género Boletus son comestibles y apreciados en gastronomía, siendo la más conocida Boletus edulis. También son recolectados para el consumo las setas de B. badius, B. aereus y otras especies, también muy apreciadas como Boletus reticulatus o aestivalis  y Boletus pinophilus. Otras, como B. calopus, tienen sabor amargo o desagradable y no se consideran hongos comestibles. 
Algunas guías de hongos recomiendan evitar todos los Boletus que presentan poros rojizos, sin embargo B. erythropus y B. luridus son comestibles después de ser convenientemente cocidos.
La ingesta de hongos venenosos a menudo produce síntomas gastrointestinales. En el género Boletus se ha aislado una glicoproteína citotóxica llamada bolesatina. En 2007, se encontró un componente similar —llamado, en inglés, bolevenine—, en la especie venenosa Neoboletus venenatus, de China. Se han documentado muertes por ingesta de Boletus pulcherrimus. En 1994, una pareja desarrolló síntomas gastrointestinales después de comer setas de esta especie, falleciendo el marido. La autopsia reveló infarto intestinal. Boletus satanas también tiene mala fama como hongo venenoso, aunque no se conocen casos de muerte a causa de su consumo. También se ha aislado muscarina en algunas especies, aunque su cantidad es farmacológicamente insignificante y solo causa síntomas menores.